# Vilma Jamnická
Vilma Jamnická, nata Vilma Březinová (Barchov, 13 novembre 1906 – Bratislava, 12 agosto 2008), è stata un'attrice slovacca.

## Biografia
Nata a Barchov, nell'allora Impero austro-ungarico, visse stabilmente in Slovacchia. Sposò Ján Jamnický, attore, regista e sceneggiatore. Morì a Bratislava nel 2008, a 101 anni.

## Filmografia
- Drevená dedina (1954)
- V hodine dvanástej (1958)
- Jánošík I–II (1962/63)
- Keby som mal pušku (1971)
- Páni sa zabávaju (1971)
- Kto odchádza v daždi (1974)
- Biela stužka v tvojích vlasoch (1977)
- Kamarátky (1979)
- Postav dom, zasaď strom (1979)
- Na druhom brehu sloboda (1984)
- Fontána pre Zuzanu (1985)
- Kára plná bolesti (1985)
- Hody (1987)
- Vojna volov (1987)
- Strašidla z vikýře (1987)
- Vlakári (1988)
- Lepšie byť bohatý a zdravý ako chudobný a chorý (1992)
- Díki za každé nové ráno (1994)
- Nejasná zpráva o konci světa (1997)
- Ordinácia v ružovej záhrade (2007)